# SLCM
SLCM (angleško Submarine Launched Cruise Missile) je vojaška kratica, ki označuje podmorniški manevrirni izstrelek. To vrsto manevrirnega izstrelka je možno izstreliti tudi pod vodo (podobno kot podmorniški balistični izstrelek SLBM).
Dimenzije po navadi omogočajo izstrelitev iz torpednih cevi, manjše število podmornic pa ima za izstreljevanje teh izstrelkov dodelane vertikalne cevi.